# نیکولای یورچنکو
نیکولای یورچنکو (اوکراینی: Микола Миколайович Юрченко؛ زادهٔ ۳۱ مارس ۱۹۶۶) بازیکن فوتبال اهل اوکراین است.
از باشگاه‌هایی که در آن بازی کرده‌است می‌توان به باشگاه فوتبال کریفباس کریفیی ریه، باشگاه فوتبال زبرویوفکا برنو، باشگاه فوتبال دینامو کی‌یف، باشگاه فوتبال اسپارتاک ایوانو-فرانکیفسک، و باشگاه فوتبال کارپاتی لویو اشاره کرد.
وی همچنین در تیم ملی فوتبال اوکراین بازی کرده‌است.